# Kdeartwork

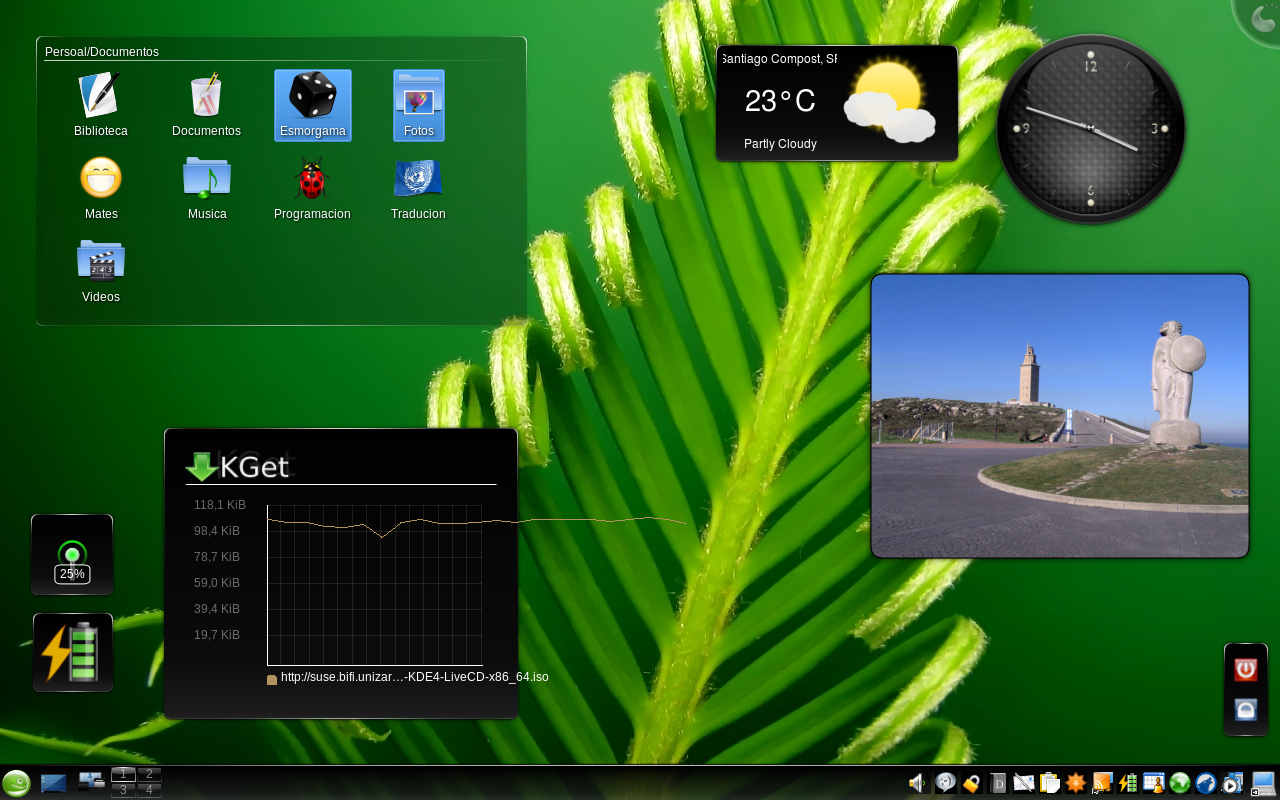
KDE 4.1 中的 Oxygen主題

kdeartwork 是一個提供KDE 額外的外觀主題、風格的軟體包。

## 組件列表
kdeartwork 包含如下的主題、風格， 並且可在系統設定選擇使用的主題。
- colorschemes： 色彩方案
- desktopthemes： 額外的桌面主題
- emotions： 額外表情符号主题。
- IconThemes：額外图标主题
- kscreensaver：螢幕保護程式套裝。
- kwin-styles： 視窗標題列主题。
- sounds：通知音效。
- styles：額外的視窗元件风格。
- wallpapers：額外的桌面壁纸。

## 外部連結
- KDE-Look.org （页面存档备份，存于） - KDE 外觀主題下載